# Fehérhomlokú fogasfürj
A fehérhomlokú fogasfürj (Dendrortyx leucophrys) a madarak osztályának tyúkalakúak (Galliformes) rendjébe és a fogasfürjfélék (Odontophoridae) családjába tartozó faj.

## Rendszerezése
A fajt John Gould angol ornitológus írta le 1844-ben, az Ortyx nembe Ortyx leucophrys néven.

## Alfajai
- Dendrortyx leucophrys hypospodius Salvin, 1896
- Dendrortyx leucophrys leucophrys (Gould, 1844)[2]

## Előfordulása
Mexikó déli részén, valamint Costa Rica, Salvador, Guatemala, Honduras és Nicaragua területén honos. A természetes élőhelye szubtrópusi és trópusi hegyi esőerdők, valamint ültetvények.

## Megjelenése
Testhossza 28–35,5 centiméter, a hím testtömege 397 gramm, a tojóé 340 gramm.

## Életmódja
Magvakkal, kis gyümölcsökkel, valamint a gerinctelenek táplálkozik.

## Külső hivatkozások
- Képek az interneten a fajról
- Internet Bird Collection - videók a fajról
- Xeno-canto.org - a faj hangja